# Новое Горяново
Но́вое Горя́ново — село в Тейковском районе Ивановской области России, административный центр Новогоряновского сельского поселения.

## География
Село расположено в 12 км на северо-запад от райцентра Тейково.

## История
В 1976 году на месте передислоцированной ракетной части стал строиться свинокомплекс «Боровое». Жилая зона воинской части была преобразована в посёлок Новое Горяново. В 1978 году свинокомплекс «Боровое» на 72 тысячи свиней был построен. В 80-е годы в посёлке проживало около 2,5 тысяч человек. С 1992 года свинокомплекс стал убыточным и прекратил своё существование.

## Население
| 2010 |
| ---- |
| 1100 |

## Современное состояние
В селе находятся средняя школа, детский сад, библиотека, клуб, отделение почтовой связи. Работает фельдшерско - акушерский пункт. В селе работают три продовольственных магазина, предприятие по выпуску кондитерской продукции, ферма по производству свинины. Часть населения работает в районном центре. На средства меценатов построен храм в честь Иконы Божьей Матери Нечаянная радость.